# Avril 1877

## Événements
- 12 avril : le Transvaal en Afrique du Sud est annexé par le Royaume-Uni (Disraeli). Motivée par la découverte de nouveaux gisement de diamants, cette décision se heurtera à la résistance des Boers.
- 16 avril : 
  - Le gouvernement de Bucarest autorise le passage de troupes russes sur son territoire.
  - Dissolution du Conseil du Keewatin.
- 19 avril : Alexandre II de Russie déclare la guerre au sultan Abdülhamid II. La Roumanie apporte son soutien à la Russie. La Russie prend l’Empire ottoman en tenaille, à l’ouest dans les Balkans, à l’est par le Caucase.
- 22 avril :
  - Dernier jour de publication du roman Les Indes noires de Jules Verne dans Le Temps
  - Agostino Gaetano Riboldi est consacré évêque de Pavie

- 24 avril : guerre russo-turque à propos des Balkans (fin en 1878). Les armées du tsar entrent en Moldavie.
- 29 avril : grand Incendie de Montréal.

## Décès
- 3 avril : Jean-Baptiste Madou, peintre, illustrateur, lithographe et aquafortiste belge (° 3 février 1796).
- 22 avril :
- Tadas Blinda, personnage historique lituanien
- August Wilhelm Zumpt (né le 4 décembre 1815), épigraphiste et latiniste allemand
- Gustave van Leempoel de Nieuwmunster (né le 15 septembre 1795), homme politique belge

- 24 avril : Jean-Baptiste Barré, sculpteur et peintre français (° 28 septembre 1804).